# Mai Xuân Tùng
Mai Xuân Tùng (sinh 10 tháng 7 năm 1959) là một chính khách và cựu sĩ quan trong Quân đội nhân dân Việt Nam, hàm Trung tá. Ông nguyên là Phó Chánh Văn phòng Thành ủy Thành phố Hồ Chí Minh, phó Bí thư Quận Uỷ Quận 5, Trưởng phòng Tổ chức cán bộ Ban tổ chức Thành ủy, Chánh văn phòng UBND Quận 12. Trong Đảng Cộng sản Việt Nam, ông nguyên là Ủy viên Ban Thường vụ Thành ủy Thành phố Hồ Chí Minh, Thành ủy viên. Ông có bằng Cao cấp lí luận chính trị, Thạc sĩ Hành chính công .

## Xuất thân
Ông sinh ngày 10 tháng 7 năm 1959 tại Sài Gòn.

## Giáo dục
Trình độ học vấn:
*Thạc sĩ Hành chính công
*Cao cấp lí luận chính trị
Năm 1976, ông được bầu làm Bí thư Đoàn Trường Petrus Ký (nay là Trường THPT chuyên Lê Hồng Phong)
Năm 1977, ông được cử đi học quân sự tại Liên Xô
Năm 1985, sau khi trở về từ chiến trường Campuchia ,ông theo học chương trình Đại học tại Trường Sĩ quan Thông tin.

## Sự nghiệp chính trị
Năm 1978, Mai Xuân Tùng được kết nạp vào Đảng Cộng sản Việt Nam, khi vừa 19 tuổi. Khi đó ông đang tham gia chiến đấu tại chiến trường Campuchia. 
Từ năm 1993 đến năm 2001, ông lần lượt được bổ nhiệm làm phó Chánh văn phòng rồi Quận ủy viên, Chánh văn phòng UBND Quận 12.
Từ tháng 5/2001, Mai Xuân Tùng chuyển công tác về Thành ủy Thành phố Hồ Chí Minh, lần lượt giữ các chức vụ phó phòng Tổ chức cán bộ, Trưởng phòng cơ sở Đảng rồi Trưởng phòng Tổ chức cán bộ, Ban Tổ chức Thành ủy.
Ngày 25/9/2013, ông được phân công tham gia Ban chấp hành, Ban thường vụ, giữ chức phó Bí thư Quận Ủy Quận 5.
Tháng 9/2015 tại Đại hội Đảng bộ Thành phố Hồ Chí Minh khóa X nhiệm kỳ 2015-2020 ông được bầu giữ chức Uỷ viên Ban Thường vụ Thành Ủy với tỷ lệ đạt 86,17% phiếu bầu. 
Sáng ngày 1/6/2016, tại kỳ họp thứ nhất, Ban Chấp Hành Đảng Bộ TP.HCM đã điều động Mai Xuân Tùng giữ chức vụ Phó Chánh Văn phòng Thành Ủy.
Tháng 1 năm 2019, Mai Xuân Tùng nghỉ hưu theo chế độ.

## Khen thưởng
Huân chương Chiến sĩ vẻ vang
Huy hiệu 40 năm tuổi Đảng Cộng sản Việt Nam (trao năm 2019 tại Thành phố Hồ Chí Minh).